# Майстора и Маргарита (2024)
„Майстора и Маргарита“ (по-рано „Воланд“) е руски фентъзи драматичен филм на режисьора Михаил Локшин, базиран на едноименния роман на Михаил Булгаков. Главните роли се изпълняват от немския актьор Август Дил, датския актьор Клас Банг, Евгений Циганов, Юлия Снигир, Юрий Колоколников, Алексей Розин и Полина Ауг. Премиерата на филма се състои на 25 януари 2024 година в Русия, страните от ОНД, Гърция, Израел, а също така има по една презентационна прожекция в САЩ и Великобритания.

## Основен актьорски състав
- Аугуст Диль – Воланд, Сатана, който посещава Москва;
- Евгений Циганов – Майстора, писател, който отчаяно иска да оцелее;
- Юлия Снигирь – Маргарита, любовницата на Майстора;
- Клас Банг – Пилат Понтийски – прокуратор на Юдея, главният герой от романа на Майстора;
- Юрий Колоколников – Коровьев, дясната ръка на Воланд;
- Алексей Розин – Азазело, стрелец в антуража на Воланд;
- Полина Ауг – Хела, сукуб в антуража на Воланд / Гала, амбициозна актриса.

## Поддържащ актьорски състав
- Леонид Ярмолник – лекар Стравински, шефът на лудницата;
- Яна Сексте – Прасковя Федоровна, медицинската сестра в лудницата;
- Игор Верник – Джордж Бенгалски, Народен артист на СССР;
- Марат Башаров – Степан Лиходеев, директор на театъра;
- Алексей Гусков – Борис Майгел, бившият барон, който сега служи като агент на НКВД;
- Евгений Князев – Михаил Берлиоз, главен редактор на литературното списание;
- Юра Борисов – гласа на Бегемот;
- Данил Стеклов – Иван Бездомни, наивен млад поет, който Воланд среща за първи път в Москва;
- Александър Яценко – Алоизий Могарич, сценарист и приятел на Майстора;
- Дмитрий Лисенков – Осаф Латунски, един от критиците, които унищожават кариерата на писателя;
- Павел Ворожцов – Иван Варенуха, домоуправител на театъра;
- Валери Кухарешин – Григорий Римски, ковчежникът на театъра;
- Аркадий Ковал – Арчибалд Арчибалдович, директорът на ресторанта;
- Никита Тарасов – следовател на НКВД;
- София Синицина – Фрида;
- Сергей Фролов – скептичният зрител;
- Денис Пянов – Никанор Босой, председател на домовата комисия;
- Александър Тютин – Желдибин, председател на Съюза на съветските писатели;
- Сергей Беляев – Андрей Соков, барманът в театъра;
- Агриппина Стекклова – Настася Непременова, член на Съюза на съветските писатели;
- Валентин Самохин – Йероним Поприхин, писател и член на Съюза на съветските писатели;
- Олга Озолапиня – Пелагея Антоновна, съпругата на Босой;
- Евгений Харитонов – портиерът на къщата Драмлит;
- Мария Дубина – Анна;
- Аарон Водовоз – Йешуа Ха-Ноцри(с прототип Иисус Христос), герой от романа на Учителя;
- Макрам Хури – Кайафа, герой от романа на Учителя;
- Иля Сланевски – Гиндин, актьорът, изиграл Йешуа в театъра;
- Олег Назаров – Вячеслав, съпругът на Маргарита;
- Дмитрий Воронцов – Херцог Жак (Жак Кёр), първият гост на бала на Воланд.

## Отзиви и оценки
„Майстора и Маргарита“ получава предимно положителни отзиви в пресата. Критиците хвалят филма за актьорската игра и визуална красота и уместност. Антисъветските мотиви са ясно видими във филма. Много руски официални лица и пропагандисти смятат филма за антируски, тъй като неговият режисьор Михаил Локшин е гражданин на САЩ и се противопоставя на войната с Украйна. Филмът има огромен боксофис успех.